# 1960–1969
| 1950–1959 | 1960 | 1961 | 1962 | 1963 | 1964 | 1965 | 1966 | 1967 | 1968 | 1969 | 1970–1979 |

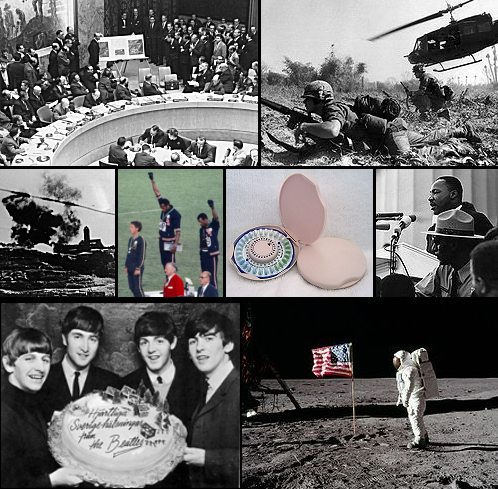
Některé zásadní momenty 60. let

Roky 1960–1969, souhrnně zvané 60. léta 20. století, jsou obdobím určitého uvolnění v politice i v kultuře, které se projevuje mimo jiné:
- politickým osamostatněním mnoha bývalých evropských kolonií (zejména v Africe)
- kulturní a společenskou revoltou mládeže, rozčarovanou konzumním způsobem života svých rodičů
- přestavba evropských zemí a jiných území poničených 2. světovou válkou je převážně dokončena, sanace dluhů pokračuje
- pokračuje rovnováha moci světa bipolárně rozděleného mezi dvě supervelmoci, USA a SSSR
  - Studená válka mezi nimi pomalu nabírá na intenzitě
  - stejně jako jaderné zbrojení a
  - dobývání vesmíru (JFK: „Rozhodli jsme se dostat se v této dekádě na Měsíc, ne proto, že je to jednoduché, ale proto, že je to obtížné.“)
- války a konflikty:

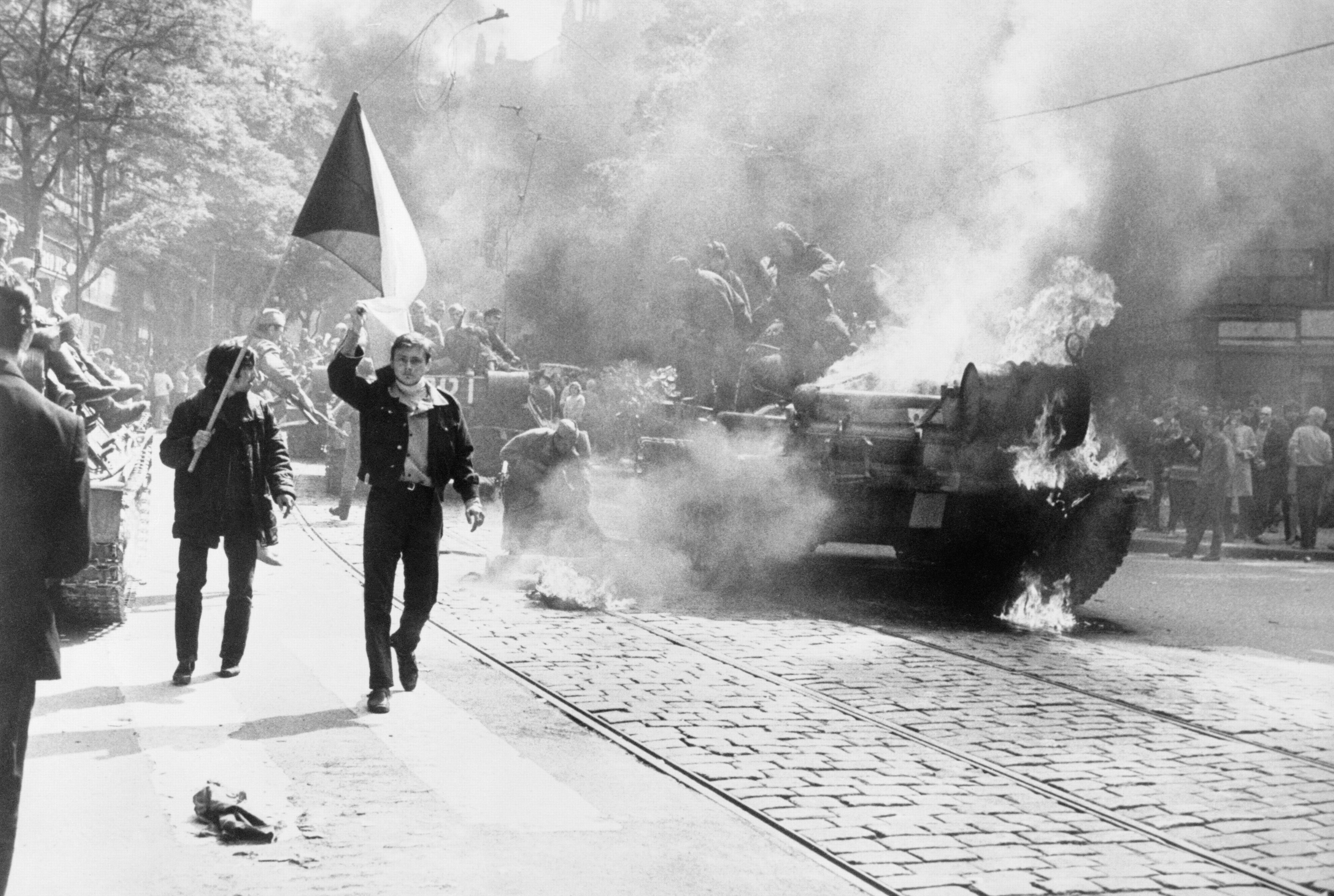
Invaze vojsk Varšavské smlouvy do Československa - 1968

  - Invaze vojsk Varšavské smlouvy do Československa - 1968zažehnuta válka ve Vietnamu, která po svém skončení od poloviny následující dekády zanechá v myslích Američanů „syndrom“
  - Šestidenní válka z roku 1967 dala jasné obrysy vzájemnému vztahu Izraele a okolních arabských zemí na Blízkém východě a jejich válce.
  - Invaze vojsk Varšavské smlouvy do Československa potlačila liberalizaci režimu v Československu (Pražské jaro 1968) a uvrhla zemi do éry normalizace.
- růst objemu dopravy (osobní i u zboží)
- Spojené státy jsou největším producentem ropy na světě, ale začínají se objevovat, zkoumat a připravovat nová ropná naleziště na Blízkém východě
- hnutí hippies
- sexuální revoluce
- vzestup popularity drog mezi mládeží
- pokračuje pozvolná změna postoje k apartheidu a rasové segregaci
- růst saturace televizního vysílání (v roce 1962 uskutečněn první transatlantický přenos)
- Nová vlna v umění, zejména kinematografii

## Věda a technika

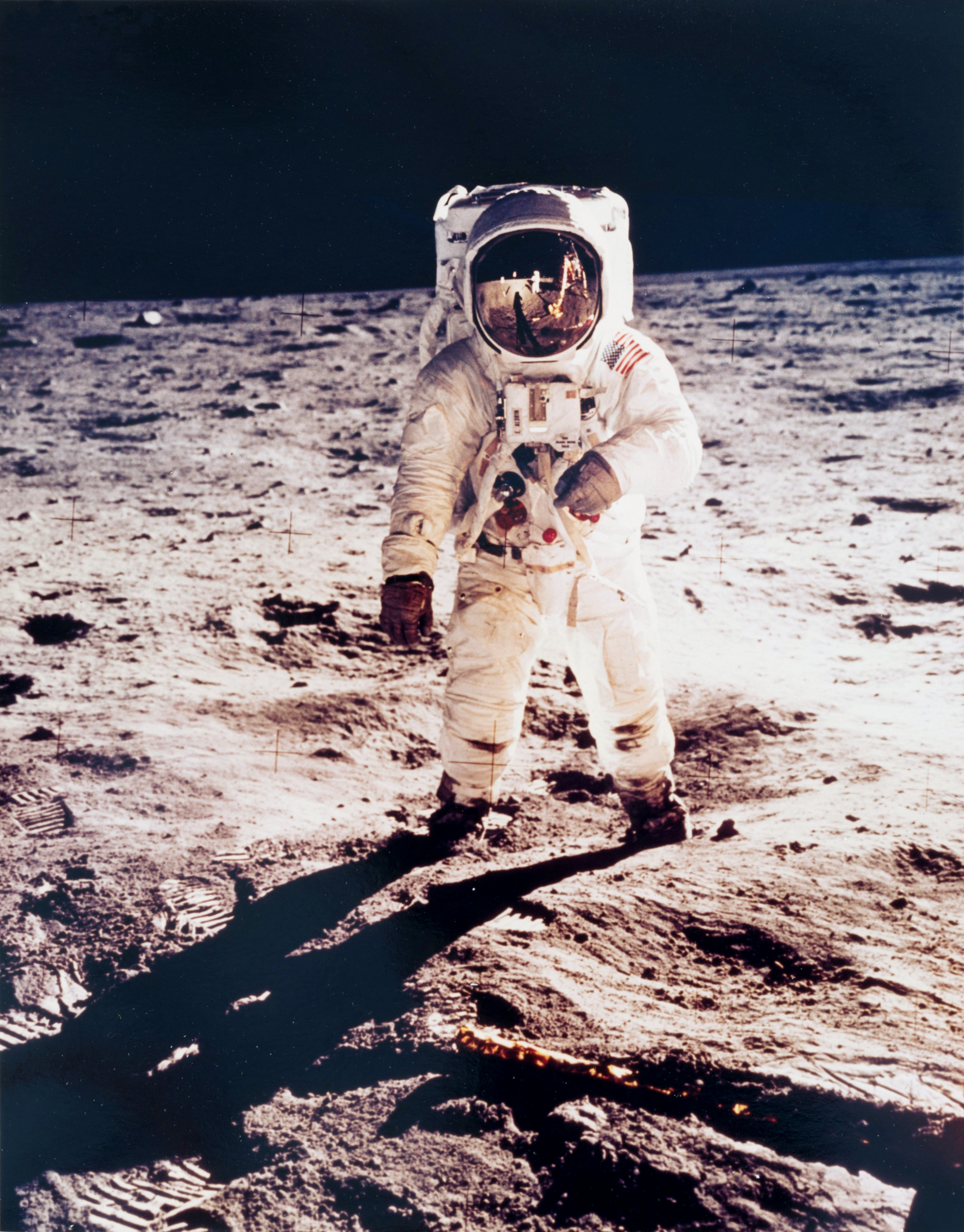
Americký kosmonaut Buzz Aldrin na Měsíci

Šedesátá léta začala pokračováním vesmírného závodu mezi USA a Sovětským svazem, který dosáhl svého vrcholu. V roce 1961 se Jurij Gagarin jako první člověk dostal do vesmíru, když jeho loď Vostok 1 obletěla Zemi. Tento úspěch Sovětského svazu vyvolal v USA obrovský tlak, který vyvrcholil v roce 1962, kdy prezident John F. Kennedy vyhlásil cíl přistát na Měsíci do konce desetiletí. Tento sen se naplnil 20. července 1969, kdy Apollo 11 přistálo na Měsíci a Neil Armstrong jako první člověk vstoupil na jeho povrch.
Věda a technika však nebyly omezeny pouze na vesmír. V oblasti medicíny došlo k významným pokrokům. Roku 1963 byla v USA provedena první transplantace plic. V roce 1967 provedl Christiaan Barnard v Jižní Africe první úspěšnou transplantaci srdce, což otevřelo nové možnosti v léčbě srdečních onemocnění. Tyto operace vyžadovaly pokročilé techniky a léky potlačující imunitní reakci, což vedlo k rozvoji imunosupresiv a dalších lékařských technologií.
V počítačových technologiích došlo k významnému pokroku. V roce 1964 představila společnost IBM svůj System/360, první modulární počítačový systém, který umožňoval snadnou upgradovatelnost a kompatibilitu mezi různými modely. Tento systém položil základy pro moderní počítačovou architekturu. Současně se rozvíjely programovací jazyky, jako byl BASIC (1964), který zjednodušil programování a přiblížil počítače širší veřejnosti.
V oblasti komunikace došlo k přelomovému kroku v roce 1962, kdy byla vypuštěna první komerční telekomunikační družici Telstar 1. Tato družice umožnila první přenos televizního signálu přes Atlantik, čímž položila základy pro globální komunikaci. V roce 1969 byla spuštěna síť ARPANET, předchůdce internetu, která propojila čtyři univerzity v USA. Tento projekt, financovaný americkým ministerstvem obrany, položil základy pro moderní internet.
Věda o materiálech také zaznamenala významné pokroky. V roce 1962 byla objevena laserová dioda, která umožnila vývoj kompaktních a účinných laserů. Tyto technologie našly uplatnění v medicíně, komunikaci a průmyslu. V roce 1968 byl představen první LCD displej, který se později stal základem pro moderní obrazovky.

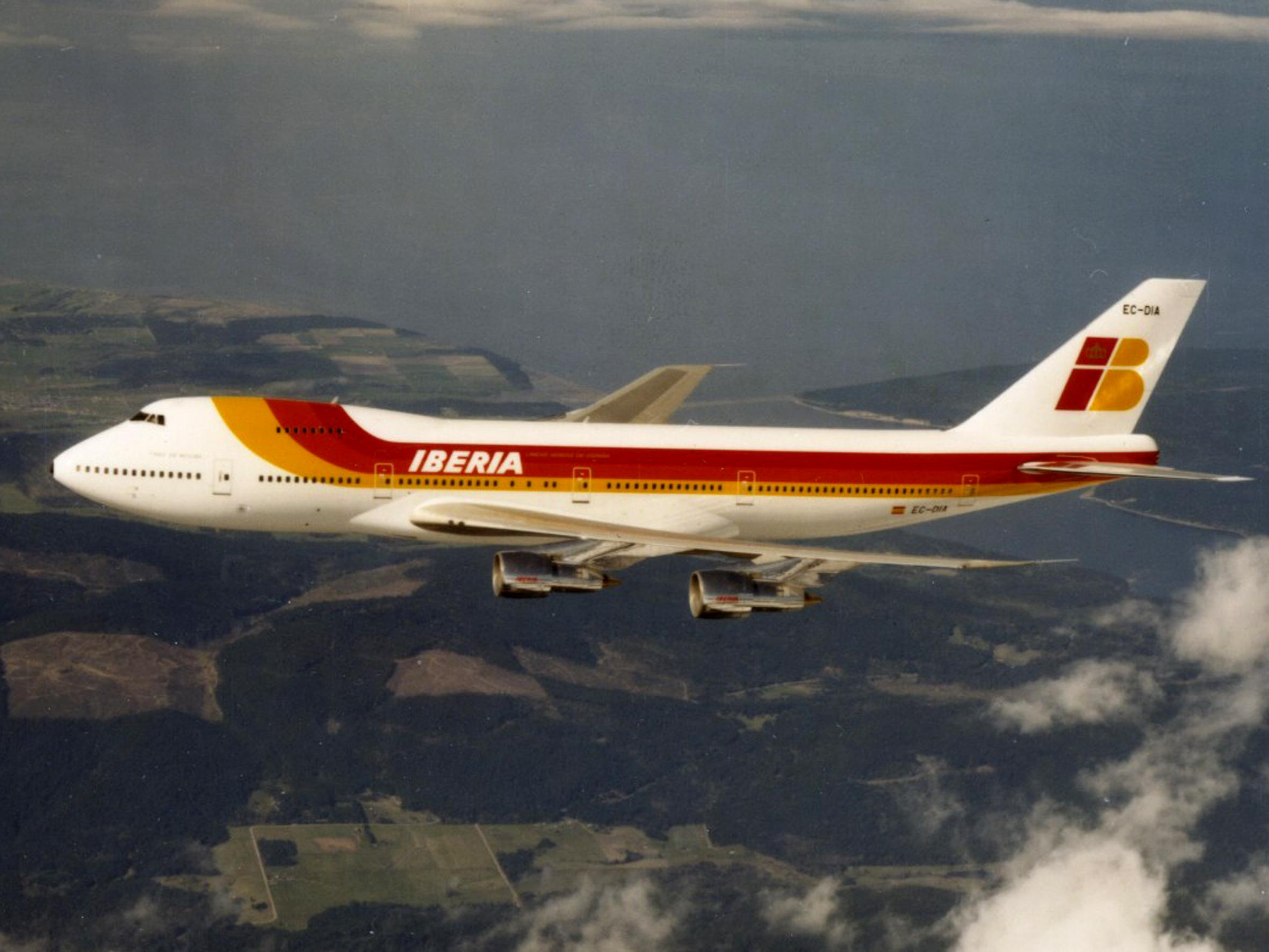
Boeing 747

V oblasti životního prostředí a ekologie začaly v šedesátých letech sílit obavy o stav planety. V roce 1962 vydala Rachel Carsonová knihu Silent Spring (Tiché jaro), která upozornila na nebezpečí pesticidů a položila základy pro moderní environmentální hnutí. Tato kniha inspirovala vznik legislativy na ochranu životního prostředí a zvýšila povědomí o nutnosti udržitelného rozvoje.
Šedesátá léta také přinesla pokrok v oblasti letectví. V roce 1969 byl představen Boeing 747, první širokotrupý letoun, který změnil leteckou dopravu a umožnil masové cestování. Tento letoun se stal symbolem moderního letectví a přispěl k globalizaci.

## 60. léta v Československu
Období 60. let se v Československu vyznačovalo postupným uvolňováním společnosti v politické a kulturní oblasti. V červnu 1960 proběhly volby do Národního shromáždění. Nová ústava, přijatá 11. července 1960, změnila název státu na Československá socialistická republika a zakotvila vedoucí úlohu Komunistické strany ve společnosti.
Ministr vnitra Rudolf Barák byl 9. února 1962 odvolán, pak zatčen, obviněn ze zpronevěry a odsouzen na 15 let vězení. V září 1962 začala pracovat Kolderova komise na rehabilitacích odsouzených komunistů v politických procesech z 50. let. Tyto procesy označila za vykonstruované a protizákonné a rehabilitovala okolo 400 osob. Na její činnost navázala v roce 1963 Barnabitská komise, která se věnovala odsouzeným v procesu s buržoazními nacionalisty na Slovensku a také Pillerova komise v roce 1968. Návrat rehabilitovaných komunistů volajících po reformách postupně zvyšoval tlak na tehdejší komunistické vedení.
Na Letné byl 6. listopadu 1962 zničen Stalinův pomník. ÚV KSČ vydal 4. dubna 1963 zprávu o porušování zásad socialistické zákonnosti v období kultu osobnosti. Na jeho zasedání 30. května 1963 byly přijaty některé zásady tržního hospodářství navržené ekonomem Otou Šikem. Rudé právo 22. srpna 1963 informovalo veřejnost o revizi politických procesů a rehabilitaci 481 osob, včetně Rudolfa Slánského. Premiér Viliam Široký podal 19. září 1963 demisi a byl nahrazen Jozefem Lenártem. Široký byl Barnabitskou komisí obviněn z odpovědnosti za proces s buržoazními nacionalisty, ztratil členství v ÚV KSČ a roku 1968 mu bylo přerušeno i členství ve straně.

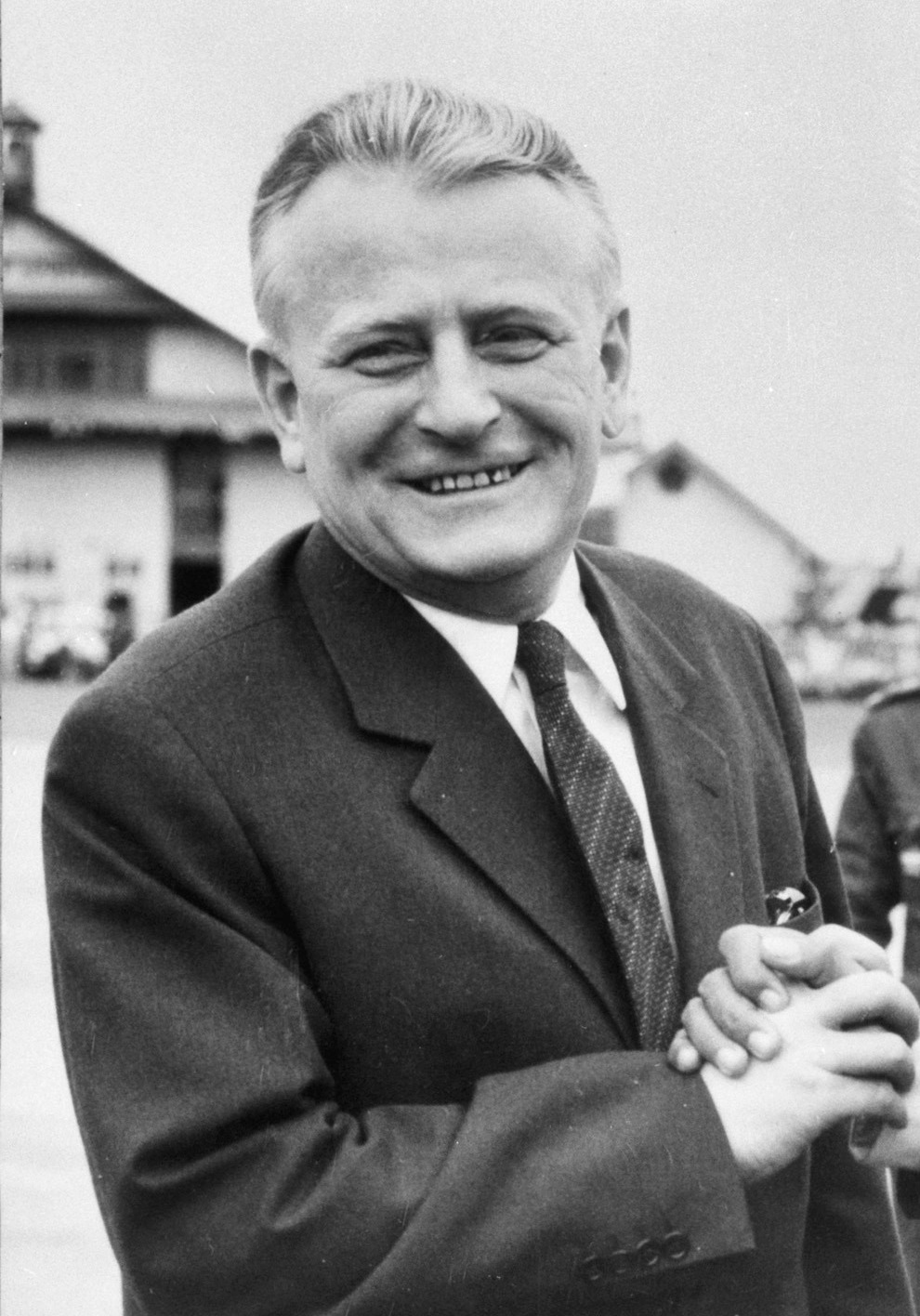
Antonín Novotný

Necelé dva měsíce před svým odchodem z politiky navštívil Československo 27. srpna 1964 Nikita Sergejevič Chruščov. Antonín Novotný byl 12. listopadu znovuzvolen na dalších 5 let prezidentem. Na XIII. sjezdu KSČ 4. června 1965 výrazně posílili reformní komunisté a ekonom Ota Šik zde prohlásil, že brzy bude nutné změnit formy politického řízení. Na návštěvu Prahy přijel 4. února 1967 Leonid Iljič Brežněv s šéfem KGB Jurijem Andropovem. Jejich požadavek na umístění sovětských divizí v československém pohraničí Antonín Novotný odmítl.
Na IV. sjezdu československých spisovatelů 29. června 1967 Ludvík Vaculík, Ivan Klíma, Václav Havel, Pavel Kohout a další otevřeně kritizovali společenské poměry a dostali se do střetu s delegací ÚV KSČ. Antonín Novotný 28. srpna 1967 vyvolal antipatie Slováků, když na oslavách v Martině obvinil Matici slovenskou z buržoazního nacionalismu. Na jednání ÚV KSČ 31. října 1967 kritizoval první tajemník Komunistické strany Slovenska Alexander Dubček kumulování funkcí Antonína Novotného a ten naopak napadal slovenské komunisty. Ve stejný den bylo Veřejnou bezpečností zraněno několik studentů strahovských kolejí při demonstraci proti výpadkům elektřiny. Událost byla veřejností odsouzena a znamenalo to oslabení komunistického vedení s Antonínem Novotným v čele. Na prosincovém zasedání ÚV KSČ členové znovu Novotného kritizovali a ten rezignoval na funkci prvního tajemníka strany. Byl odvolán 5. ledna 1968 a na jeho místo nastoupil Alexander Dubček. Začal reformní proces později nazvaný jako Pražské jaro. Ve funkci prezidenta Novotný skončil 22. března 1968 a do úřadu byl 30. března zvolen někdejší ministr obrany Ludvík Svoboda.
Na zasedání ÚV KSČ byl 5. dubna přijat Akční program KSČ, který měl urychlit odstraňování metod padesátých let, definitivní odklon od stalinismu a demokratizaci socialistického systému. Vláda Jozefa Lenárta podala 6. dubna demisi a novou vládu sestavil dosavadní místopředseda vlády Oldřich Černík. Předsedou Národního shromáždění byl 18. dubna 1968 zvolen reformní komunista Josef Smrkovský. Dne 26. července byla zrušena cenzura a den na to vyšel v Literárních listech a celostátních denících manifest Dva tisíce slov, ve kterých spisovatel Ludvík Vaculík vyzýval k reformě komunistické strany. Manifest podepsalo více než 100 000 občanů, včetně některých osobností.

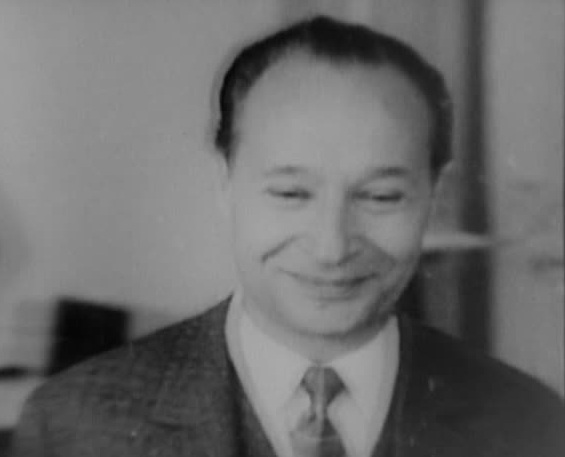
Alexander Dubček

Reformně naladěná společnost budila obavy sovětského vedení z tzv. kontrarevoluce. Zástupci pěti zemí Varšavské smlouvy zaslali ÚV KSČ 16. července dopis, že případné vystoupení Československa ze socialistického bloku by ohrožovalo jejich zájmy. Československé a sovětské vedení se 29.–31. července 1968 sešla na setkání v Čierné nad Tisou. Jednali zde Ludvík Svoboda, Josef Smrkovský, Alexander Dubček, Leonid Iljič Brežněv, Alexej Kosygin a Nikolaj Viktorovič Podgornyj. Představitelé Sovětského svazu, Východního Německa, Bulharska, Maďarska, Polska a Československa znovu jednali 3. srpna v Bratislavě. V noci z 20. na 21. srpna armády těchto pěti zemí začaly obsazovat československé území. ÚV KSČ vstup armád označil za protizákonný. V bojích o Československý rozhlas padlo 17 občanů. O den později invazi odsoudil mimořádný Vysočanský sjezd KSČ. Československé vedení bylo násilně odvlečeno do Moskvy, kde 27. srpna pod nátlakem podepsalo tzv. Moskevský protokol. Ten legitimizoval vojenské napadení Československa a označil ho za bratrskou pomoc. Národní shromáždění 18. října přijalo "Smlouvu o podmínkách dočasného pobytu sovětských vojsk na území Československa", na jejímž základě sovětská armáda v počtu 75 000 vojáků získala prostory a zázemí pro své působení. Začalo jednadvacetileté období československých dějin, označované jako normalizace. Leonid Iljič Brežněv vyhlásil 12. listopadu tzv. Brežněvovu doktrínu. Ta Sovětskému svazu umožňovala vojensky zasáhnout v jakékoliv zemi východního bloku, kde by byl dle sovětského názoru ohrožen socialismus.
V předvečer 50. výročí vzniku Československa Národní shromáždění přijalo zákon o československé federaci, který vstoupil v platnost 1. ledna 1969. Veřejnost při různých příležitostech vyjadřovala odpor vůči okupačním vojskům, jako například při výročí Říjnové revoluce (VŘSR) 7. listopadu 1968. Na protest proti politické situaci se 16. ledna 1969 na Václavském náměstí v Praze upálil student Jan Palach. Jeho čin zopakoval 25. února student Jan Zajíc a později i několik dalších, včetně občanů v Polsku nebo na Ukrajině. Při oslavách vítězství československých hokejistů nad sovětskými došlo 27. března v některých městech k nepokojům, při kterých lidé zaútočili na kancelář Aeroflotu v Praze a na majetek sovětské armády. Alexandra Dubčeka ve funkci prvního tajemníka strany nahradil 17. dubna Gustáv Husák. Dubček několik měsíců působil jako velvyslanec v Turecku a pak byl vyloučen ze strany a pracoval pro podnik Západoslovenské státní lesy. Při prvním výročí okupace 21. srpna 1969 bylo na demonstracích zabito 5 lidí. Federální shromáždění druhý den přijalo tzv. Obuškový zákon, který zpřísňoval tresty za protikomunistické projevy.

### Československá kultura
Uvolněnější politické poměry umožňovaly československým umělcům svobodnější tvorbu a také lepší přístup k západní kultuře. Prahu v roce 1962 a 1968 navštívil Jean-Paul Sartre, v roce 1964 Pete Seeger, Karlovarský filmový festival hostil Claudii Cardinalovou a Henryho Fondu, v březnu 1965 Louis Armstrong, v říjnu 1965 kapela Manfred Mann a v červnu 1969 Ella Fitzgeraldová. V květnu 1963 byla za účasti zahraničních odborníků uspořádána Liblická konference, která se věnovala Franzi Kafkovi. Jeho dílo režim považoval za pokleslý produkt buržoazní dekadence.
V roce 1962 vznikla v časopise Mladý svět anketa Zlatý slavík, která každoročně vyhodnocovala nejoblíbenější interprety populární hudby. V 60. letech se na prvních místech umístili Karel Gott, Marta Kubišová, Waldemar Matuška, Eva Pilarová a Helena Vondráčková. Byly založeny kapely Olympic, The Plastic People of the Universe, Spirituál kvintet, Rangers, Blue Effect, Brutus, Fešáci, Flamengo, Synkopy 61, Modus, Orchestr Ladislava Štaidla, Kamarádi táborových ohňů, Framus Five, The Matadors, Rebels, Hoboes nebo Jazz Q. Od roku 1962 se koná festival Kmochův Kolín, v roce 1967 proběhly první ročníky Mezinárodního dudáckého festivalu ve Strakonicích a festivalu Porta.
Byla založena divadla Činoherní klub, Divadlo Járy Cimrmana a Studio Ypsilon.
Toto desetiletí je v souvislosti s československou kinematografií označováno jako Československá nová vlna. Dva filmy získaly ocenění Oscar za nejlepší cizojazyčný film: Obchod na korze režisérů Jána Kadára a Elmara Klose v roce 1965 a Ostře sledované vlaky Jiřího Menzela v roce 1967. Kromě toho měly premiéru filmy Jiřího Krejčíka (Vyšší princip, Čintamani & podvodník, Pension pro svobodné pány, Svatba jako řemen), Juraje Herze (Spalovač mrtvol), Otakara Vávry (Kladivo na čarodějnice, Romance pro křídlovku), Zdeňka Podskalského (Světáci, Bílá paní), Oldřicha Lipského (Happy end, Limonádový Joe aneb Koňská opera), Vojtěcha Jasného (Všichni dobří rodáci, Až přijde kocour), Jindřicha Poláka (Nebeští jezdci, Ikarie XB 1), Jiřího Menzela (Skřivánci na niti, Rozmarné léto, Ostře sledované vlaky), Miloše Formana (Hoří, má panenko, Lásky jedné plavovlásky), Karla Zemana (Ukradená vzducholoď, Bláznova kronika, Baron Prášil) či Františka Vláčila (Adelheid, Marketa Lazarová, Údolí včel, Ďáblova past, Holubice). Od roku 1961 se pořádá mezinárodní festival filmů pro děti a mládež Zlín Film Festival.
Československá televize zřídila svá studia v Brně (1961) a Košicích (1962). V roce 1964 uspořádala první ročník mezinárodního festivalu Zlatá Praha, zaměřeného na televizní pořady. Začala více natáčet televizní seriály jako Hříšní lidé města pražského, Sňatky z rozumu, Záhada hlavolamu, Píseň pro Rudolfa III. nebo Kamarádi. Pro děti začala 2. ledna 1965 vysílat pořad Večerníček, v němž odvysílala seriály Pohádky z mechu a kapradí, Pohádky ovčí babičky, O loupežníku Rumcajsovi, Broučci, O klukovi z plakátu nebo O vodníku Česílkovi. Pro děti vznikl také seriál Pojďte pane, budeme si hrát.
Československý rozhlas začal 2. ledna 1961 pro děti vysílat pořad Hajaja a 27. září 1963 populárně vědecký magazín Meteor.

### Československý sport
Na zimních olympijských hrách v roce 1960 v kalifornském Squaw Valley získal krasobruslař Karol Divín stříbrnou medaili. Na letních hrách v Římě ve stejném roce získali českoslovenští sportovci 8 medailí, z toho 3 zlaté (Eva Bosáková, Bohumil Němeček, Václav Kozák a Pavel Schmidt). V roce 1964 na zimních hrách v Innsbrucku obdrželi českoslovenští hokejisté bronzovou medaili. Na letních hrách v Tokiu téhož roku získala 3 zlaté medaile Věra Čáslavská ve sportovní gymnastice a celkem do Československa sportovci přivezli 14 medailí. Na zimních hrách v Grenoble sportovci získali 4 medaile, z toho Jiří Raška za skoky na lyžích zlatou a stříbrnou medaili. Za výkony na letních hrách v Mexiku 1968 získali sportovci 13 medailí, z toho Věra Čáslavská 4 zlaté.
Na mistrovství světa v ledním hokeji v letech 1961, 1965, 1966 a 1968 získali českoslovenští hokejisté stříbrné medaile a v letech 1963, 1964 a 1969 bronzové. V roce 1969 se mistrovství mělo původně konat v Československu, ale vzhledem k invazi vojsk Varšavské smlouvy v předchozím roce bylo jeho pořádání svěřeno Švédsku.

### Další události v Československu
- 6. září 1960 – Připojením obce Zlatá Baňa v okrese Prešov byla dokončena elektrifikace Československa.
- 14. listopadu 1960 – Při největší československé železniční nehodě u Stéblové zemřelo 118 lidí.
- 1. března 1961 – Podle sčítání lidu žilo v Československu 13 745 377 obyvatel.
- 28. dubna 1961 – Dva týdny po letu na oběžné dráze navštívil Československo Jurij Gagarin.
- 3. září 1962 – Nově vybudovaným ropovodem Družba přišla do Bratislavy první dodávka ropy.
- 14. srpna 1963 – Československo navštívila první sovětská kosmonautka Valentina Těreškovová.
- březen 1964 – Na trh byl uveden automobil Škoda 1000 MB.
- 3. července 1964 – Na dně šumavského Černého jezera byly nalezeny bedny s údajnými nacistickými dokumenty, které byly podvrženy v dezinformační kampani Akce Neptun Státní bezpečnosti.
- 11. listopadu 1964 – Cestovatelé Miroslav Zikmund a Jiří Hanzelka se vrátili z pětileté cesty po Asii, Austrálii a Oceánii.
- 15.–17. června 1965 – Při největší povodni 20. století na jižním Slovensku byly protrženy dvě hráze a bylo evakuováno přes 53 000 osob.
- 20.–25. září 1966 – V Československu se konalo cvičení armád států Varšavské smlouvy – Vltava, kterého se účastnily vojenské útvary z Československa, Sovětského svazu, Východního Německa a Maďarska.
- 1. ledna 1968 – Z Prahy do Gabonu odcestovala Expedice Lambaréné.
- 5. října 1968 – Pracovní týden byl zkrácen a sobota byla poprvé volným dnem. Nadále se po týdnu střídaly volné a pracovní soboty.
- 25. srpna 1969 – Mladoboleslavská automobilka zahájila výrobu automobilů Škoda 100.

## Hlavy států a političtí lídři
- Francie
  - prezident: Charles de Gaulle (1959–1969), Georges Pompidou (1969–1974)
  - premiér: Michel Debré (1959–1962), Georges Pompidou (1962–1968), Maurice Couve de Murville (1968–1969), Jacques Chaban-Delmas (1969–1972)
- Sovětský svaz
  - Generální tajemník ÚV KSSS: Nikita Sergejevič Chruščov (1953–1964), Leonid Iljič Brežněv (1964–1982)
- Spojené království
  - královna: Alžběta II. (1952–2022)
  - premiér: Harold Macmillan (1957–1963), Alec Douglas-Home (1963–1964), Harold Wilson (1964–1970)
- Spojené státy americké
  - prezident: Dwight D. Eisenhower (1953–1961), John Fitzgerald Kennedy (1961–1963), Lyndon B. Johnson (1963–1969), Richard Nixon (1969–1974)
- Vatikán
  - papež: Jan XXIII. (1958–1963), Pavel VI. (1963–1978)
- Československo
  - prezident: Antonín Novotný (1957–1968), Ludvík Svoboda (1968–1975)
  - premiér: Viliam Široký (1953–1963), Jozef Lenárt (1963–1968), Oldřich Černík (1968–1970)
- Spolková republika Německo
  - prezident: Heinrich Lübke (1959–1969), Gustav Heinemann (1969–1974)
  - spolkový kancléř: Konrad Adenauer (1949–1963), Ludwig Erhard (1963–1966), Kurt Georg Kiesinger (1966–1969), Willy Brandt (1969–1974)
- Německá demokratická republika
  - Generální tajemník SED: Walter Ulbricht (1950–1971)
  - premiér: Walter Ulbricht (1960–1973)
- Polsko
  - prezident: Aleksander Zawadzki (1952–1964), Edward Ochab (1964–1968), Marian Spychalski (1968–1970)
  - premiér: Józef Cyrankiewicz (1954–1970)
- Rakousko
  - prezident: Adolf Schärf (1957–1965), Franz Jonas (1965–1974)
  - spolkový kancléř: Julius Raab (1953–1961), Alfons Gorbach (1961–1964), Josef Klaus (1964–1970)

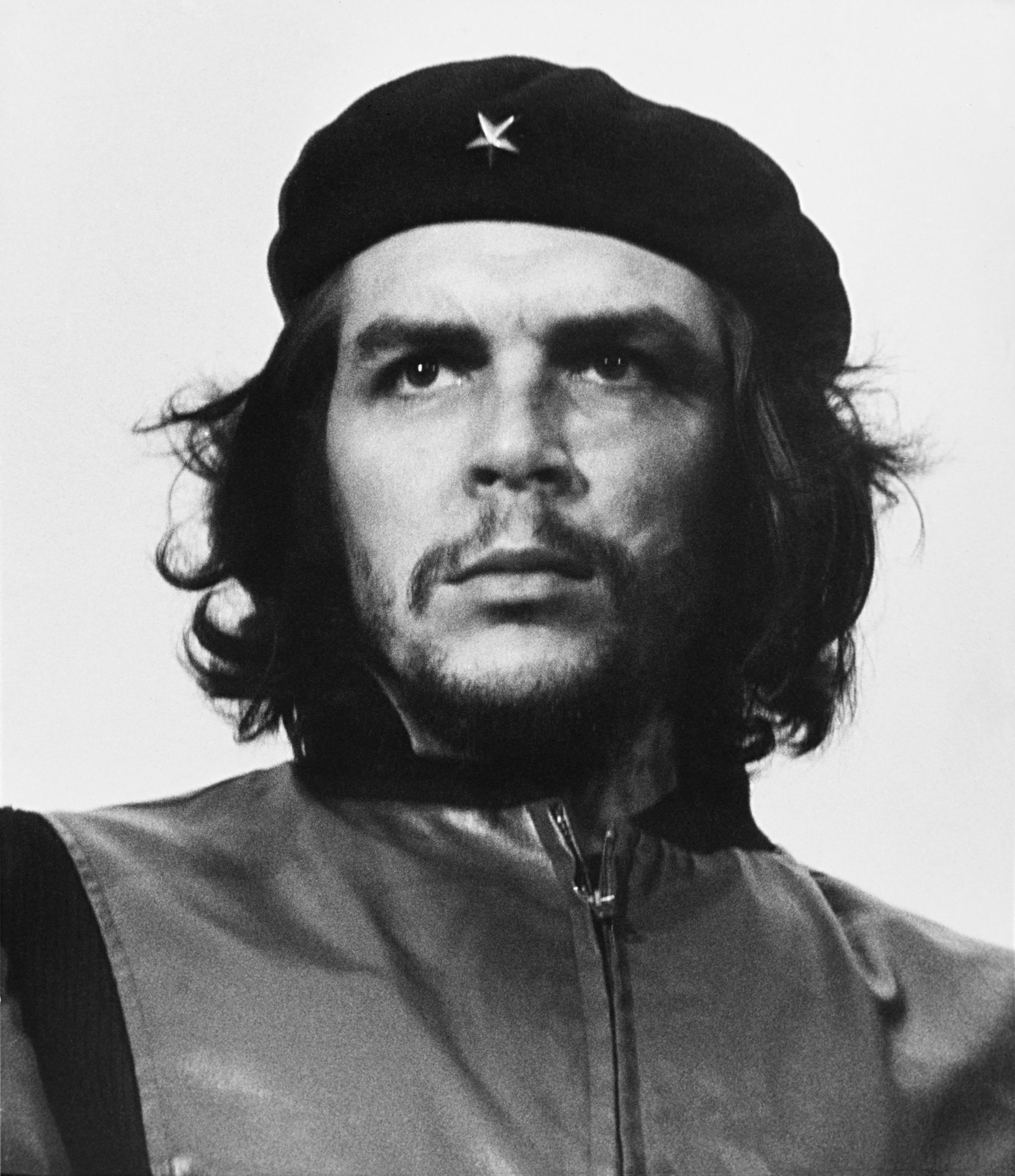
Alberto Korda: Guerrillero Heroico

## Úmrtí
Během tohoto desetiletí z osobností zemřeli politici Winston Churchill, John Fitzgerald Kennedy, Dwight D. Eisenhower, Robert Kennedy a Ho Či Min, umělci Marilyn Monroe, Édith Piaf, Vlasta Burian, Jiří Šlitr, Zdeněk Štěpánek, Hugo Haas, Olga Scheinpflugová a Jiří Trnka, spisovatelé Ernest Hemingway, John Steinbeck, Jack Kerouac a Albert Camus či další osobnosti jako Jurij Gagarin, Martin Luther King, Carl Gustav Jung, Che Guevara, Walt Disney, Jan Palach a Jaroslav Heyrovský.